# Edinho Montemor
Edgard Montemor Fernandes (Mirassol, 7 de junho de 1956), conhecido por Edinho Montemor, é um advogado, dirigente esportivo e político brasileiro. Filiado ao PSDB, foi presidente do São Bernardo FC (clube que também ajudou a fundar).

## Biografia
Na década de 1960, mudou-se juntamente com sua família para São Bernardo do Campo, e em 1976 ingressou na Faculdade de Direito SBCampos.
Em 1985, inicia sua carreira política ao se filiar ao PSB, onde foi secretário do diretório municipal do partido até 1987, quando passou a integrar o PL, permanecendo na legenda até 1991. No mesmo ano filia-se ao PTB, pelo qual se elege vereador em São Bernardo do Campo. De volta ao PSB em 1996, reelege-se para mais 2 mandatos na Câmara Municipal, além de ter sido secretário de Esportes da Prefeitura.
Em 2002, Edinho Montemor obtém 61.437 votos na eleição para deputado federal, ficando como primeiro suplente. Com a eleição de Evilásio Farias para prefeito de Taboão da Serra, assume o mandato em janeiro de 2005, pouco depois de ser empossado para um novo mandato de vereador, por um curto período. Eleito deputado federal em 2006 com 73.212 votos, quase foi impedido de assumir o mandato, uma vez que Abelardo Camarinha teve seus votos validados após decisão do ministro Cezar Peluso, do TSE (mesmo sendo réu por improbidade administrativa quando era prefeito de Marília), o que relegaria Montemor à primeira suplência.
Durante seu mandato, integrou a comissão permanente de Turismo e Desporto (março de 2005 a março de 2006) e das comissões especiais sobre nepotismo e tarifas de telefonia fixa (a partir de 2005) e adição de farinha de mandioca. Ainda foi candidato a vice-prefeito de São Bernardo em 2008 — durante a campanha, foi atingido por um tiro depois de um comício, descartando, no entanto, que o crime possuía motivação política — e duas vezes a vereador (2012 e 2016) por PDT e PSDB, não conseguindo se eleger nenhuma vez desde então.

## São Bernardo FC
Em 2004, Edinho juntamente com outros políticos e personalidades envolvidas com o esporte da cidade, fundaram no dia 20 de Dezembro o São Bernardo FC. Edinho que chegou a jogar futebol em clubes amadores e profissionais da cidade ainda na juventude, teve esse sonho de reerguer o futebol da cidade já que os vizinhos Santo André e São Caetano estavam em seu ápice e o futebol são-bernardense estava sem representante desde que o ECSB se licenciou do futebol profissional no início dos anos 2000.
Ele foi o 1º presidente do Tigre entre 2004 e 2009 e depois retornou em 2017 como o 4º presidente, assumindo até o fim de 2019, quando o time foi adquirido pelo Grupo MAGNUM e então deixou de ter qualquer vínculo com o clube.